# ヤドキン郡 (ノースカロライナ州)
ヤドキン郡（ヤドキンぐん、英: Yadkin County）は、アメリカ合衆国ノースカロライナ州の中央部西に位置する郡である。2010年国勢調査での人口は38,406人であり、2000年の36,348人から5.7%増加した。郡庁所在地はヤドキンビル町（人口2,959人）であり、同郡で人口最大の町でもある。

## 歴史
ヤドキン郡は1850年にサリー郡のヤドキン川から南部が分離して設立された。郡名もヤドキン川から採られた。

## 郡政府
ヤドキン郡は地域自治体の委員会であるノースウェスト・ピードモント自治体委員会のメンバーである。

## 地理
アメリカ合衆国国勢調査局に拠れば、郡域全面積は337平方マイル (873 km2)であり、このうち陸地336平方マイル (870 km2)、水域は2平方マイル (5.2 km2)で水域率は0.57%である。ヤドキン郡は州の中央、ピードモント台地に入っている。ピードモント台地はうねりのある農地が所々で丘陵や小川の作る谷で仕切られている。郡の最西部には、さらに西にあるブルーリッジ山脈の支脈で、深く侵食されているブラッシー山脈がある。ヤドキン郡はブラッシー山脈の東端になる。この山脈には周辺部との差が400ないし500フィート (120-150 m) 以上あるような山は無い。郡内最高地点はジョーンズビルに近いスター峰であり、標高は1,590フィート (485 m) である。
ヤドキン川が郡の北と東の境界になっている。

### 郡区
ヤドキン郡は12の郡区に分割されている。
| - ブーンビル - ディープクリーク - イーストベンド - フォーブッシュ | - ノースバックショールズ - ノースフォールクリーク - ノースノブズ - ノースリバティ | - サウスバックショールズ - サウスフォールクリーク - サウスノブズ - サウスリバティ |

### 交通

#### 主要高規格道路
- 州間高速道路77号線は郡西部を南北に走っている、4車線
- アメリカ国道421号線は東西方向の4車線幹線道である。ハンプトンビル近くで州間高速道路77号線と交差する
- アメリカ国道21号線、州間高速道路77号線と並行
- アメリカ国道601号線、ヤドキンビルトブーンビルの町を通る
- ノースカロライナ州道67号線、郡北部をジョーンズビル・エルキンやウィンストン・セーラムと結ぶ幹線道

#### 空港
商業航空便はピードモント・トライアド国際空港およびシャーロット・ダグラス国際空港から利用できる。郡内ではジョーンズビル近くのスワンクリークとヤドキンビル近くのローンヒッコリーに民間飛行場があるさらにブーンビルのバプテスト教会道路沿いにも空港がある。近年はNCバプテスト病院のエアケアIIを置いていた。

#### 公共交通機関
2006年からピードモント地域交通公社が、そのUS421山岳急行の一部としてブーンとグリーンズボロの間で、限定的バス便を運行し始めた。ヤドキンビルの東と西にバス停がある。
ブーンビルを本拠にする地域社会行動機関であるヤドキン・バレー経済開発地区が、複数郡に跨る公共輸送体系を運営している。

### 隣接する郡
- サリー郡 - 北
- フォーサイス郡 - 東
- デイビー郡 - 南南東
- アイアデル郡 - 南南西
- ウィルクス郡 - 西

## 人口動態
以下は2000年の国勢調査による人口統計データである。
| 基礎データ - 人口: 36,348人 - 世帯数: 14,505 世帯 - 家族数: 10,588 家族 - 人口密度: 42人/km2（108人/mi2） - 住居数: 15,821軒 - 住居密度: 18軒/km2（47軒/mi2） 人種別人口構成 - 白人: 92.54% - アフリカン・アメリカン: 3.43% - ネイティブ・アメリカン: 0.16% - アジア人: 0.17% - 太平洋諸島系: 0.02% - その他の人種: 2.91% - 混血: 0.77% - ヒスパニック・ラテン系: 6.48% | 年齢別人口構成 - 18歳未満: 24.0% - 18-24歳: 7.5% - 25-44歳: 30.2% - 45-64歳: 24.2% - 65歳以上: 14.2% - 年齢の中央値: 38歳 - 性比（女性100人あたり男性の人口） - 総人口: 96.4 - 18歳以上: 93.6 世帯と家族（対世帯数） - 18歳未満の子供がいる: 32.1% - 結婚・同居している夫婦: 60.0% - 未婚・離婚・死別女性が世帯主: 9.0% - 非家族世帯: 27.0% - 単身世帯: 24.0% - 65歳以上の老人1人暮らし: 10.5% - 平均構成人数 - 世帯: 2.47人 - 家族: 2.92人 | 収入と家計 - 収入の中央値 - 世帯: 36,660米ドル - 家族: 43,758米ドル - 性別 - 男性: 29,589米ドル - 女性: 22,599米ドル - 人口1人あたり収入: 18,576米ドル - 貧困線以下 - 対人口: 10.0% - 対家族数: 7.1% - 18歳未満: 10.9% - 65歳以上: 17.4% |

## 都市と町

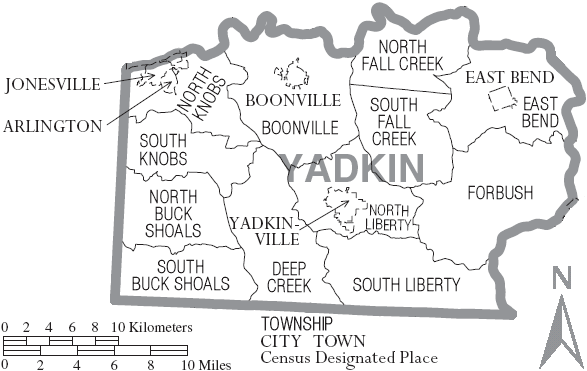
ヤドキン郡の自治体と郡区

- ブーンビル
- イーストベンド
- ジョーンズビル
- ヤドキンビル - 郡庁所在地

### 過去の町
一時期法人化され、現在は廃止されている町は次の通りである
- アーリントン、2001年にジョーンズビルに併合
- ハンプトンビル、1818年認定
- ハンツビル、1792年法人化
- ショア、1903年法人化、1911年廃止
- スミスタウン、1924年法人化

### 未編入の町
| - バーニーヒル - ブラノン - バックショールズ - センター - ブルックスクロスローズ | - コートニー - イーノン - フリントヒル - フットビル - フォーブッシュ | - ハンプトンビル - ハーモニーハイツ - ハンツビル - ローンヒッコリー - ロングタウン - マーラー | - リッチモンドヒル - スワンクリーク - ユニオンヒル - ウィンザーズクロスローズ - ワイオー |

## 教育
ヤドキン郡には、フォーブッシュ、スターマウント、およびヤドキン・アーリーカレッジの3高校がある。
ヤドキン・アーリーカレッジは5年制であり、サリー・コミュニティカレッジのヤドキン・キャンパスで高校とカレッジの授業を行っている。生徒は高校卒業資格と、看護、刑事司法の準学士号、あるいは4年制大学への移行資格を取得できる。
高校の前は、幼稚園生から6年制までを教える小学校が8校ある。
ヤドキンビルの町には代替学習センターであるヤドキン・サクセス・アカデミーも運営されている。
2009年には新しく中学校2校を開設した。スターマウント中学校はジョーンズビル、ブーンビル、ウェストヤドキン各小学校からの7年生と8年生を受け入れる。フォーブッシュ中学校はイーストベンド、フォーブッシュ、フォールクリーク、コートニー、ヤドキンビル各小学校からの7年生と8年生を受け入れる。両校とも高校に隣接している。
サリー・コミュニティカレッジがヤドキン・キャンパスを運営している。

## ヤドキン・バレーワイン生産地域
ヤドキン郡の全域がヤドキン・バレー・ワイン生産地域に含まれている。この生産地域はアメリカ合衆国政府から特徴あるブドウ栽培地域として認証されている。ここで栽培されるブドウから生産されるワインは、そのラベルにヤドキン・バレーの呼称を使用できる。さらにスワンクリーク・ワイン地域もある。

## メディア
郡内のエルキンで「ザ・ヤドキン・リップル」と「ザ・トリビューン」という2つのコミュニティ新聞が発行されている。大規模な日刊紙である「ウィンストン・セイラム・ジャーナル」も郡内で購読されている。隔月刊ライフスタイル雑誌の「ヤドキン・バレー・リビング」はイーストベンドで出版されている。
AMラジオ局が郡東部にある。ヤドキン郡はピードモント・トライアド・ラジオ市場とテレビ市場にあるが、シャーロットの市場からも放送が流されている。